# 岐阜県立池田高等学校
岐阜県立池田高等学校（ぎふけんりつ いけだこうとうがっこう）は、岐阜県揖斐郡池田町六之井にある公立高等学校。

## 概要
グラウンドのみ安八郡神戸町に属している。これは学校開設にあたり、神戸町と池田町とが誘致合戦をした名残りといわれている。
第2次ベビーブーム世代が高校進学を迎えた1984年（昭和59年）に設立。岐阜県の公立普通科高校としては最も新しく、特に西濃地方北部には岐阜県立揖斐高等学校しか無かったため、大垣市、揖斐郡、安八郡神戸町などから通学可能な池田町に設置された。通称は「池高」。

## 学校概要
- 創設：1984年（昭和59年）
- 学科：全日制普通科
- 所在地：揖斐郡池田町六之井242-1
- 校訓：向学・友愛・錬磨
- その他：本校の校歌は中田喜直により作曲された。

## 沿革
- 1984年（昭和59年） - 岐阜県立池田高等学校として設立。

## 部活動
運動系部活動
- 硬式野球
- 空手道
- バスケットボール(女子)
- サッカー
- 硬式テニス(男子)
- 硬式テニス(女子)
- バドミントン(男子・女子)
- 卓球(男子・女子)
- バレーボール(女子)

文化系部活動
- 吹奏楽
- 演劇
- 茶道
- 美術
- 書道
- ハンドメイド
- 科学

## 出身者
- 西科仁（お笑い芸人）

## 最寄駅
- 養老鉄道養老線「池野駅」より徒歩で約12分。
- 養老鉄道養老線「北神戸駅」より徒歩で約15分。